# 野淵三治
野淵 三治（のぶち さんじ、1901年（明治34年）10月29日 - 1971年（昭和46年）8月11日）は、日本の実業家。日本ガイシ代表取締役社長を務めた。

## 人物・経歴
1925年大阪市立高等商業学校（現大阪公立大学）卒業、日本碍子入社。大阪営業所長を経て、1941年取締役に昇格。1944年常務取締役。1953年専務取締役。1956年取締役副社長。1959年昭和法人会会長。同年吉本熊夫社長の急逝を受け、後任社長に就任。電力会社依存の収益構造からの脱却を進めた。1961年日本陶器取締役、東洋陶器取締役、日本特殊陶業取締役。1962年日東石膏取締役。1966年地方制度調査会委員

## 著書
- 『大和粉雪 : 野渕三治遺稿集』日本碍子、1972年。